# موجي داس كروزيز
موجي داس كروزيز (بالإنجليزية: Mogi das Cruzes)‏ هي مدينة، وبلدية في البرازيل، تتبع ساو باولو، بلغ عدد سكانها 430.901  نسمة، في 18 سبتمبر 2017، تبلغ مساحتها 712.541 كيلومتر مربع.

## الموقع
تشترك في الحدود مع:
- Santa Isabel, São Paulo [الإنجليزية]‏
- سوزانو
- Bertioga [الإنجليزية]‏
- إيتاكاكيسيتوبا.

## أعلام
- نيمار
- برونو كازارين
- أندرسون ماركيز
- رينالدو ساتو
- والدير بيريز
- باولينيو بوراسيني